# Frits Brink
Frederik (Frits) Brink (Haren (Groningen), 14 februari 1946 – Stadskanaal, 1 april 2025) was een Nederlands politieofficier, politicus, burgemeester en bestuurder. Hij was lid van de CHU en het CDA. 

## Levensloop
Brink werd geboren als zoon van Berend Brink en Elziena Antje Bos. Het gezin telt vier kinderen. Hij bezocht de HBS, behaalde zijn onderwijsakte aan de Kweekschool en studeerde Nederlands recht in Groningen. Hij vervolgde zijn opleiding aan de Politieacademie.
Brink begon zijn beroepsmatige carrière als officier bij de rijkspolitie. Bij de rijkspolitie in Assen werd hij in 1974 benoemd tot plaatsvervangend districtscommandant. Aan de Europese Politieacademie in Bramshill volgde Brink de 'senior command course' (opleiding korpschef). In Drenthe nam hij als leider van de stafgroep deel aan de beteugeling van de  treinkaping bij Wijster (1975) en later van de treinkaping bij De Punt en de gelijktijdige gijzeling van een lagere school in Bovensmilde (1977).
Brink was politiek actief voor de CHU, in 1980 opgegaan in het CDA. Na de Provinciale Statenverkiezingen van 1978 was hij twee jaar lid van Provinciale Staten van Drenthe. In augustus 1980 maakte hij de overstap naar het openbaar bestuur toen hij werd benoemd tot burgemeester in Nieuwleusen. In 1985 werd hij benoemd tot burgemeester van Stadskanaal en vervolgens in 1992 tot burgemeester van Veenendaal. Daarnaast was Brink vicevoorzitter van de NCRV. In november 1997 kwam een einde aan zijn burgemeesterscarrière toen hij Ton Herstel opvolgde als de NCRV-voorzitter.
Van 1 september 2001 tot 6 oktober 2008 was Brink bestuurder van de Stichting Philadelphia Zorg in Nunspeet. In oktober 2008 legde hij na kritiek op het door hem gevoerde beleid - op verzoek van de raad van commissarissen - zijn functie als statutair bestuurder neer en stelde zijn portefeuille(s) ter beschikking. In 2006 stond Brink op nummer 51 in de door Intermediair gepubliceerde lijst grootverdieners in de publieke sector. De Volkskrant meldde op 29 augustus 2008 dat Brink in 2007 goed was voor een brutosalaris van 243.000 euro.
Brink was gehuwd en kreeg twee zoons. Hij was lid van de Nederlandse Hervormde Kerk (PKN). In de zomer van 2024 werd ALS bij Brink vastgesteld. Hij overleed op 1 april 2025 op 79-jarige leeftijd.

## Nevenfuncties
Brink vervulde diverse nevenfuncties, waaronder bestuurslid bij het Pensioenfonds Zorg en Welzijn, lid van de raad van commissarissen bij het energiebedrijf ENECO te Rotterdam, vicevoorzitter bij het NOC*NSF en voorzitter bij de Nederlandse Basketball Bond.  Per 1 november 2008 werd Brink voorzitter van Kunst & Cultuur Drenthe. Vanaf 19 mei 2009 is Brink voorzitter van de Koninklijke Nederlandse Vereniging voor Luchtvaart. In 2012 werd hij door de algemene vergadering benoemd tot lid van de raad van bestuur van de Fédération Aéronautique Internationale te Zwitserland. In oktober 2016 werd hij benoemd tot president van deze organisatie.